# Jaouad Zairi
Jaouad Zaïri  (Taza, Provincia de Taza, Marruecos, 17 de abril de 1982) es un exfutbolista marroquí. Que jugaba de interior izquierdo.

## Trayectoria
Su familia se mudó Mâcon, Francia, teniendo Zairi 2 años. La tradición futbolística francesa le llevó a una gran pasión por el fútbol y en 1997, a la edad de 15 años, fichó por el Football Club de Gueugnon de la Ligue 2 francesa.
En el verano de 2001 fichó con el Sochaux en un contrato hasta el 2008. Descontento con los pocos minutos de partido que jugaba bajo la dirección de Dominique Bijotat, comenzó a negociar con el Olympique de Lyon y con varios clubes de Arabia Saudita.
En enero de 2006 fue cedido al gigante saudí Al-Ittihad por 800.000 dólares, pero volvió al Sochaux al no querer permanecer en Arabia Saudita.
En la temporada 2006/07 fue fichado por el Boavista Futebol Clube de la Primera División de Portugal.
En el 2007 volvió a Francia cedido para jugar con el F. C. Nantes, con el que ganó la Ligue 2.
Finalmente jugó en la Super Liga de Grecia fichando en 2007 con el F. C. Asteras Tripolis, equipo con el que hizo dos buenas temporadas que atrajeron el interés del Olympiacos F. C., que le fichó en el año 2009 para dos temporadas por 600.000 € al año y con el que pudo participar en la UEFA Champions League.

## Selección nacional

### Participaciones en Copas de África
| Copa de África                 | Sede            | Resultado    |
| ------------------------------ | --------------- | ------------ |
| Copa Africana de Naciones 2000 | Ghana y Nigeria | Primera fase |
| Copa Africana de Naciones 2002 | Malí            | Primera fase |
| Copa Africana de Naciones 2004 | Túnez           | Subcampeón   |
| Copa Africana de Naciones 2006 | Egipto          | Primera fase |
| Copa Africana de Naciones 2008 | Ghana           | Primera fase |

## Clubes
| Club                                                  | País                            | Periodo   | PJ (G) |
| ----------------------------------------------------- | ------------------------------- | --------- | ------ |
| Zakynthos FC                                          | Grecia                          | 2015-2017 | 24 (7) |
| FC Vaulx-en-Velin                                     | Francia                         | 2015      | 9 (2)  |
| GOAL FC                                               | Francia                         | 2014      | 3 (0)  |
| Salalah SC                                            | Omán                            | 2013-2014 | 5 (0)  |
| Anorthosis Famagusta                                  | Chipre                          | 2012      | 8 (1)  |
| PAS Giannina                                          | Grecia                          | 2011-2012 | 8 (1)  |
| Olympiacos F.C.                                       | Grecia                          | 2009-2011 | 19 (2) |
| FC Asteras Tripolis                                   | Grecia                          | 2007-09   | 42 (0) |
| Boavista Futebol Clube cesión → Football Club Nantes  | Portugal cesión → Francia       | 2007      | 8 (0)  |
| Boavista Futebol Clube                                | Portugal                        | 2006-07   | 6 (0)  |
| Football Club Sochaux-Montbéliard cesión → Al-Ittihad | Francia cesión → Arabia Saudita | 2006      | 24 (8) |
| Football Club Sochaux-Montbéliard                     | Francia                         | 2001-06   | 91 (8) |
| Football Club de Gueugnon                             | Francia                         | 1997-01   | 28 (4) |

## Palmarés

### Campeonatos nacionales
| Título                     | Club                              | País    | Año  |
| -------------------------- | --------------------------------- | ------- | ---- |
| Super Liga de Grecia       | Olympiacos F.C.                   | Grecia  | 2009 |
| Copa de Grecia             | Olympiacos F.C.                   | Grecia  | 2009 |
| Ligue 2                    | Football Club Nantes              | Francia | 2007 |
| Ligue 2                    | Football Club Sochaux-Montbéliard | Francia | 2001 |
| Copa de la Liga de Francia | Football Club de Gueugnon         | Francia | 2000 |

### Copas internacionales
| Título                      | Club       | País           | Año  |
| --------------------------- | ---------- | -------------- | ---- |
| Liga de Campeones de la AFC | Al-Ittihad | Arabia Saudita | 2005 |
| Liga de Campeones Árabe     | Al-Ittihad | Arabia Saudita | 2005 |